# Drimia uniflora
Drimia uniflora ist eine Pflanzenart der Gattung Drimia in der Familie der Spargelgewächse (Asparagaceae). Das Artepitheton uniflora leitet sich von den lateinischen Worten uni für ‚ein‘ sowie -florus für ‚-blütig‘ ab.

## Beschreibung
Drimia uniflora ist eine ausdauernde Pflanze, deren zwergige, gebüschelten, ober- oder unterirdischen Zwiebeln weißlich sowie kugelförmig sind und eine Länge von bis zu 16 Millimetern aufweisen.
Der Blütenstand ist auf eine ein- bis zweiblütige Rispe reduziert. Die beiden gespornten Brakteen sind bis zu 1 Millimeter lang. Die nickende, weiße bis rosafarbene Blütenhülle ist röhrenförmig und weist eine Länge von bis zu 5 Millimetern auf. Ihre Perigonblätter sind in der unteren Hälfte miteinander und die Staubblätter mit dieser Perigonröhre verwachsen. Die Staubbeutel sind dorsifix, der Fruchtknoten sitzend und elliptisch.
Die länglichen Früchte sind durchscheinende lokulizide Kapselfrüchte mit einer Länge von bis zu 5 Millimetern. Sie enthalten 0,5 Millimeter lange, kantige Samen.

## Systematik und Verbreitung
Drimia uniflora ist in Südafrika in Felsenritzen weit verbreitet.
Die Erstbeschreibung als Litanthus pusillus durch William Henry Harvey wurde 1844 veröffentlicht. John Charles Manning und Peter Goldblatt stellten die Art im Jahr 2000 in die Gattung Drimia. Sie wählten dabei den neuen Namen Drimia uniflora, da der Name Drimia pusillus bereits vergeben war.

## Nachweise